# Marissa van der Merwe
Marissa van der Merwe, verh. Stander, (* 30. August 1978 in Pretoria) ist eine ehemalige südafrikanische Radrennfahrerin.

## Sportliche Laufbahn
2007 wurde Marissa van der Merwe Afrikameisterin im Straßenrennen, nachdem sie in den Jahren zuvor schon mehrfach Podiumsplätze bei diesem Wettbewerb sowie bei nationalen Meisterschaften belegt hatte. Im selben Jahr errang sie im Straßenrennen der Afrikaspiele in Algier die Silbermedaille. 2008 wurde sie südafrikanische Meisterin im Einzelzeitfahren, belegte jeweils den zweiten Platz bei der Afrikameisterschaft in Zeitfahren und Straßenrennen und wurde 34. im Straßenrennen der Olympischen Spiele in Peking. 2011 wurde sie südafrikanische Straßenmeisterin. Viermal startete sie bei UCI-Straßen-Weltmeisterschaften, 2005 belegte sie Platz 24, 2009 Platz 37 und 2010 Platz 42; 2006 kam sie nicht ins Ziel. 2012 beendete sie ihre sportliche Laufbahn.

## Erfolge
2005
- Afrikameisterschaft – Straßenrennen

2006
- Afrikameisterschaft – Straßenrennen

2007
- Afrikaspiele – Straßenrennen
- Afrikameisterin – Straßenrennen

2008
- Afrikameisterschaft – Straßenrennen, Einzelzeitfahren
- Südafrikanische Meisterin – Einzelzeitfahren

2011
- Südafrikanische Meisterin – Straßenrennen